# Ꞗ
Ꞗ, o en minúscula ꞗ, es una letra que se usaba en vietnamita medio para el sonido /β/. Consta de una B con floral.

## Unicode
Esta letra suele representar con los siguientes caracteres Unicode:
| Carácter      | Ꞗ                                    | Ꞗ                                    | ꞗ                                  | ꞗ                                  |
| ------------- | ------------------------------------ | ------------------------------------ | ---------------------------------- | ---------------------------------- |
| Unicode       | LATIN CAPITAL LETTER B WITH FLOURISH | LATIN CAPITAL LETTER B WITH FLOURISH | LATIN SMALL LETTER B WITH FLOURISH | LATIN SMALL LETTER B WITH FLOURISH |
| Codificación  | decimal                              | hex                                  | decimal                            | hex                                |
| Unicode       | 42902                                | U+A796                               | 42903                              | U+A797                             |
| UTF-8         | 234 158 150                          | EA 9E 96                             | 234 158 151                        | EA 9E 97                           |
| Ref. numérica | &#42902;                             | &#xA796;                             | &#42903;                           | &#xA797;                           |